# Грузо-пассажирские пароходы типа «Анадырь» (V серия)
Грузо-пассажирские пароходы типа «Анадырь» (V серия) — серия грузо-пассажирских пароходов, построенных в СССР в 1930-x годах. Данные пароходы относились к своеобразному переходному типу между грузовыми и грузопассажирскими судами и имели огромное значение в освоении Арктики. Пароходы типа «Анадырь» были двухпалубными и имели классическую трехостровную архитектуру с избыточным надводным бортом. Они имели относительно сильные ледовые подкрепления корпуса и успешно эксплуатировались в арктических условиях, став лучшими судами для ледового плавания в 1930-е годы. Некоторые были приписаны к Владивостокской морской конторе Севморпути и обслуживали интересы исследователей Арктики, ВМФ и ММФ.

## Строительство
V серия (типа «Анадырь») строилась на Балтийском заводе им. С. Орджоникидзе (СССР, г. Ленинград) с 1929 по 1936 год.
Головное судно из этой серии было заложено 17 июня 1929 года. Последний пароход этой серии, «Иртыш», достраивался в качестве плавбазы подводных лодок и служил на Балтийском флоте. Ещё несколько кораблей серии позднее также были переоборудованы в плавбазы и служили на Северном и Тихоокеанском флотах.

## История

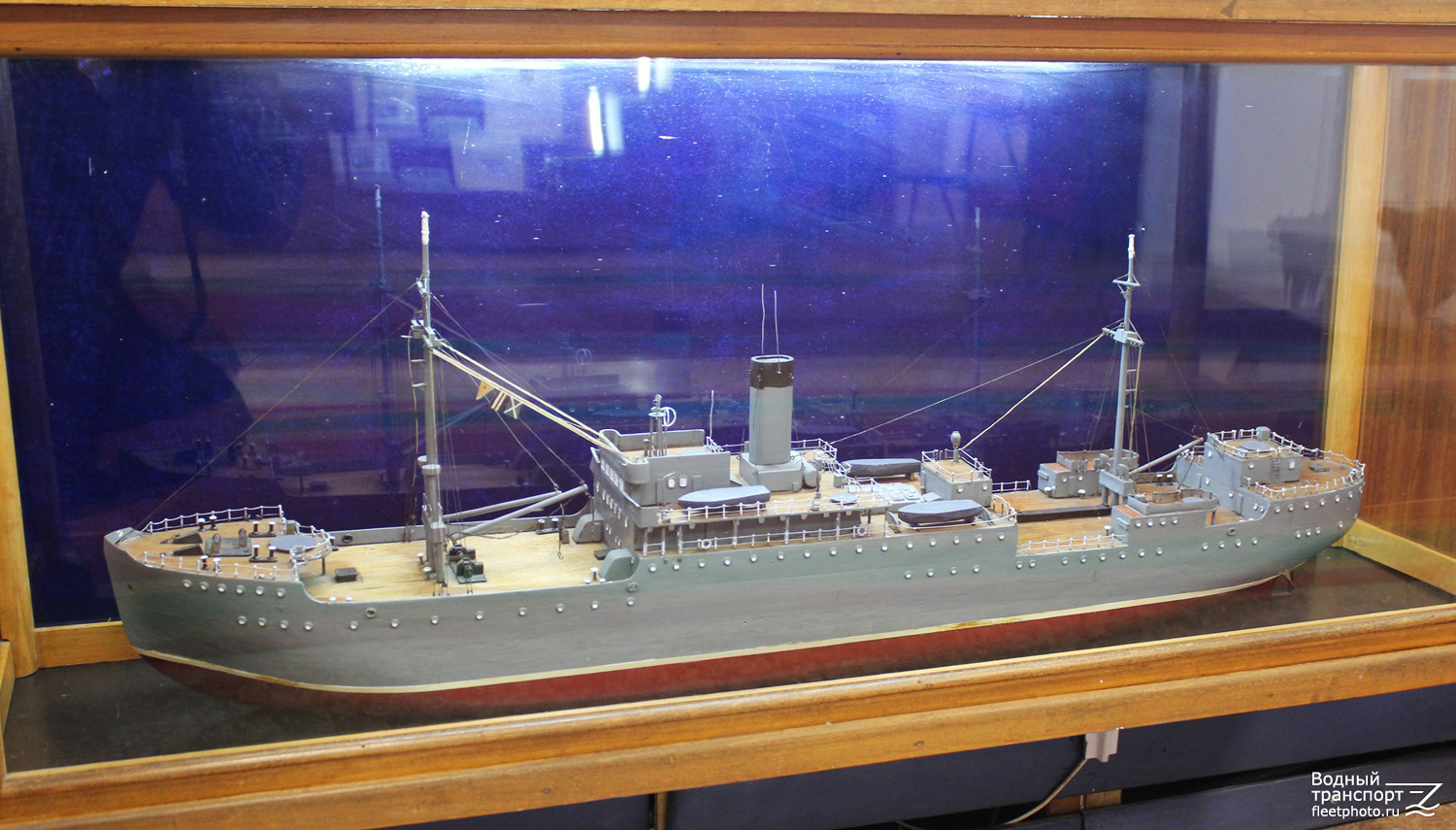
Модель плавбазы «Саратов» в музее

Суда типа «Анадырь» широко задействовались во многих событиях в Арктике и на северных морях начиная 1932 года. Головное судно V серии «Анадырь» участвовало в Северо-Восточной полярной экспедиции 1932 года. В 1934 году пароходы серии «Анадырь» участвовали в операции по спасению челюскинцев Из Владивостока — пароход «Смоленск», а из Петропавловска-Камчатского — пароход «Сталинград». С Чукотки (бухта Провидения, 21 мая 1934 года) на пароходах «Смоленск» и «Сталинград» челюскинцы отправились на Камчатку (28 мая), далее, во Владивосток (7—9 июня). Пароходы «Анадырь» и «Сталинград» совершили первый сквозной коммерческий рейс из Владивостока в Ленинград в 1935 году под командованием знаменитого капитана Миловзорова. Судно «Сталинград» под командованием капитана А. Н. Сахарова участвовало в так называемом «Дрейфе Седова». «Саратов», «Север», «Смоленск» и «Иртыш» были переданы ВМФ и переоборудованы в плавбазы. А бывший товаропассажирский пароход «Иртыш», последний из серии, сразу был построен в 1934—1936 году в качестве плавбазы подводных лодок.
В период ВОВ суда этой серии были активно задействованы в конвоях и боевых операциях, возили важные для фронта грузы. Судно «Сталинград» погибло в конвое PQ-18. «Север» участвовало в Курильской десантной операции 18.08.1945 г, и так далее.

## Представители
Всего в 1929—1932 годах было построено 10 судов типа «Анадырь», четыре из них должны были использоваться на Дальневосточной северной линии, остальные предназначались для ВМФ и других ведомств.
| Заводской № | Название                                      | Заложено   | Спущено    | Ввод в строй | Списано    | Приписка                               | Принадлежность | Примечание                                                                                                 |
| ----------- | --------------------------------------------- | ---------- | ---------- | ------------ | ---------- | -------------------------------------- | -------------- | --- |
| 191         | «Анадырь»                                     | 1929.06.15 | 1930.04.16 | 1931.05.31   | 1968       | Владивосток                            | ММФ            | в 1964 г. передан Владивостокскому рыбному порту                                                           |
| 192         | «Сахалин» «Красноярск»                        |            |            | 1931.06      | 1969       | Петропавловск-Камчатский / Владивосток | ММФ            | в 1963 г. передан УТРФ, в 1968 г. выведен из состава действующего флота и переоборудован в плавмастерскую. |
| 193         | «Север»                                       |            | 1930.05    | 1931.09      |            | ВМФ СССР / Петропавловск-Камчатский    | ММФ            | Был передан ВМФ и переоборудован в плавбазу, использовался в Петропавловской военно-морской базе           |
| 194         | «Сучан»                                       |            | 1930.05    | 1931.10      | 1938.05    | Владивосток                            | ММФ            | |
| 202         | «Свердловск»                                  |            |            | 1931.12      | 1946.11    | Владивосток                            | ММФ            | |
| 203         | «Сталинград»                                  |            |            | 1932.02      | 1942.09.13 | (СССР) / Владивосток                   | ММФ            | Потоплен подводной лодкой U-408, атаковавшей конвой PQ-18                                                  |
| 204         | «Смоленск»                                    |            | 1930.12    | 1932.02      |            | ВМФ СССР / Владивосток                 | ММФ            | Был передан ВМФ и переоборудован в плавбазу торпедных катеров                                              |
| 205         | «Саратов»                                     | 1930.05.28 | 1930.12.12 | 1932.03.15   | 1971       | ВМФ СССР / Находка                     | ММФ            | Был передан ВМФ и переоборудован в плавбазу, использовался при освоении Находкинской ВМБ                   |
| 206         | «Хабаровск» «Нижний Новгород»                 | 1930       | 1931.10    | 1933         |            | (СССР) / Владивосток                   | ММФ            | |
| 207         | «Иртыш» «Кронштадт» «Красная газета» «Казань» |            | 1933       | 1936         |            | ВМФ СССР                               | ММФ            | Был передан ВМФ и переоборудован в плавбазу, использовался на Балтийском флоте, затем на Северном флоте    |

## Технические данные
ТД кораблей V серии
| Назначение судна:                                                          | перевозка генеральных грузов, леса, каютных и палубных пассажиров |
| Тип судна:                                                                 | пароход, грузопассажирское (товаропассажирское) |
| Конструктивный тип:                                                        | двухпалубное, шестипереборочное, двухмачтовое, одновинтовое, с баком и ютом, со средним расположением МО и основной жилой надстройки, с дополнительными надстройками на баке и на юте, с прямым носом и крейсерской кормой. |
| Класс Регистра СССР:                                                       | Л*Р4/1С *РСМ |
| Район плавания:                                                            | неограниченный |
| Дальность плавания / Автономность**:                                       | 3200 миль |
| Длина габаритная (м)                                                       | 100,49 |
| Длина между перпендикулярами (м)                                           | 95,93 |
| Ширина габаритная (м)                                                      | - |
| Ширина расчетная (м)                                                       | 14,05 |
| Высота борта (м)                                                           | |
| Высота борта до верхней палубы (м)                                         | 8,75 |
| Избыточный надводный борт (м)                                              | |
| Осадка средняя в грузу (м)                                                 | 3,00 / 6,02 |
| Водоизмещение наибольшее (т)                                               | 6140 (3554 брт) |
| Дедвейт (т)                                                                | 3617 |
| Регистровая вместимость валовая / чистая (нетто**) (рег. т)                | 3477 / 2238 |
| Грузоподъемность (т)                                                       | - |
| Автономность плавания (сут)                                                | - |
| Главные двигатели:                                                         | - |
| — Тип                                                                      | Одновальная энергетическая установка с паровой машиной тройного расширения (Балтийский завод, Ленинград, СССР) |
| — Количество и мощность (л. с. каждый)                                     | 1 x 1500 (фактически 1605) |
| Диаметр цилиндра (мм)                                                      | I-562, II-940, III-1500 |
| ход поршня (мм)                                                            | 996 |
| — Частота вращения (об/мин)                                                | 85 |
| — Марка                                                                    | - |
| — Топливо                                                                  | уголь |
| Вспомогательные двигатели:                                                 | - |
| — Тип                                                                      | - |
| — Количество и мощность (л. с. каждый)                                     | - |
| — Частота вращения (об/мин)                                                | - |
| — Марка                                                                    | - |
| — Количество и мощность генераторов (кВт каждый)                           | 10 20 32 |
| — Тип генератора                                                           | - |
| — Напряжение генератора (В)                                                | 230 |
| — Род тока                                                                 | DC |
| Аварийный дизель-генератор:                                                | - |
| — Мощность дизеля (л. с.)                                                  | - |
| — Частота вращения (об/мин)                                                | - |
| — Марка дизеля                                                             | - |
| — Мощность генератора (кВт)                                                | 10 |
| — Тип генератора                                                           | - |
| — Напряжение генератора (В)                                                | - |
| — Род тока                                                                 | - |
| Аварийные батареи:                                                         | - |
| — Количество и емкость аккумуляторных батарей (Ач каждая)                  | - |
| Грузовые помещения, количество и общий объём (куб. м)                      | 4 грузовых трюма общей вместимостью 5126 м³ (киповая), 5383 м³ (насыпью) |
| Температура в трюмах (С)                                                   | |
| Хладагент                                                                  | Аммиак |
| Грузовые стрелы, количество и грузоподъемность (т)                         | 10 грузовых стрел грузоподъемностью 1 х 30,0 т, 1 х 15,0 т, 2 х 5,0 т и 6 х 3,0 т |
| Дизельное топливо (т)                                                      | не применимо |
| Котельное топливо (т)                                                      | 623 |
| Пресная вода (т)                                                           | 66 |
| Скорость (уз)                                                              | 10,5 |
| Пассажиры (чел.) / Пассажировместимость* / Количество пассажирских мест*** | 1 класс — 18 чел., 2 класс — 42/46 чел., палубная — 268 чел. |
| Экипаж (чел.) / Экипаж и обслуживающий персонал*                           | 73(77) |
| Количество построенных единиц                                              | 10 |
| Год начала постройки судов данного типа                                    | 1929 |
| Год окончания постройки судов данного типа                                 | 1936 |
| Завод-строитель                                                            | Завод № 189, г. Ленинград, СССР |